# Sint-Lievenkerk (Ledeberg)

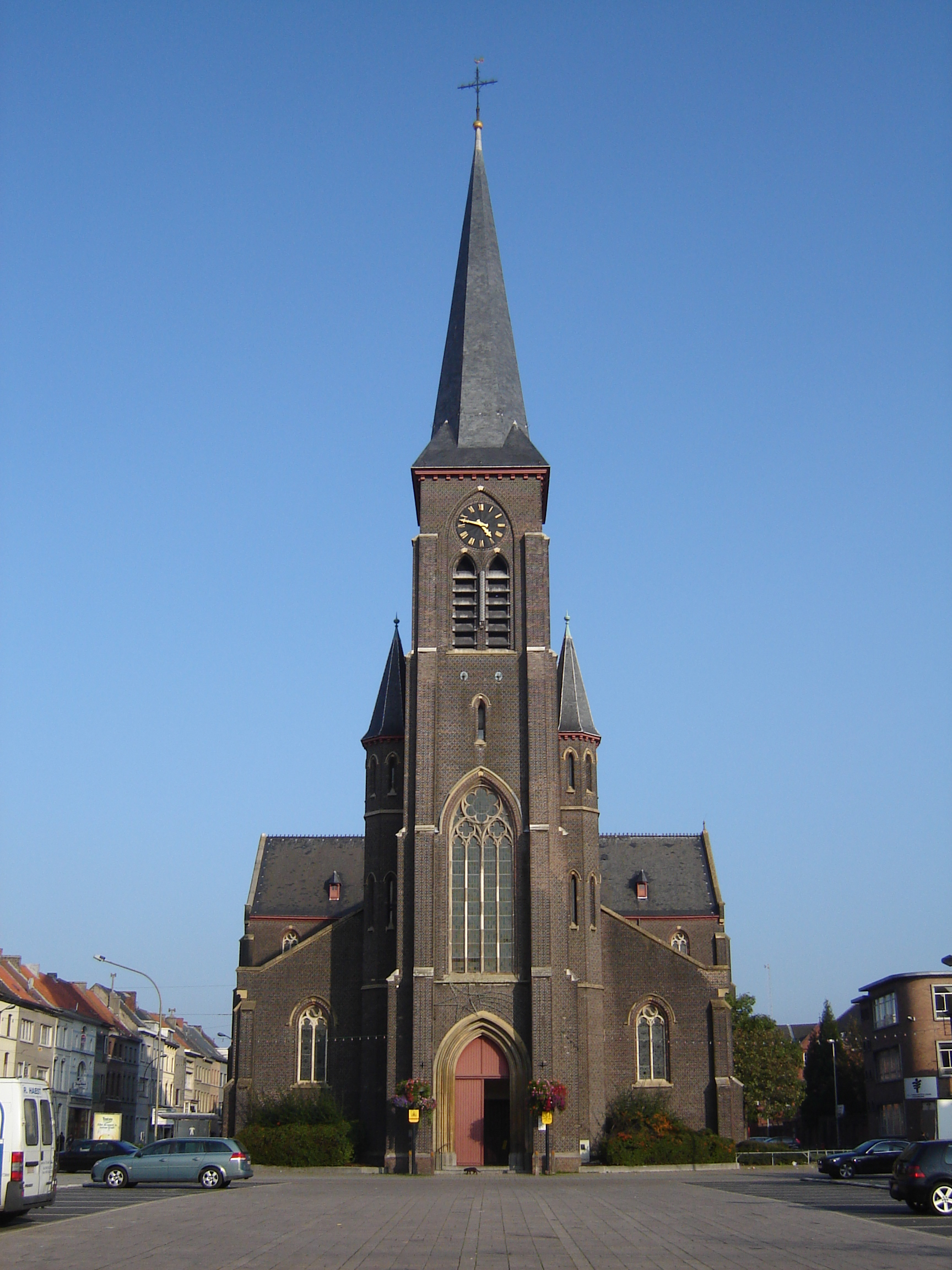
De Sint-Lievenkerk

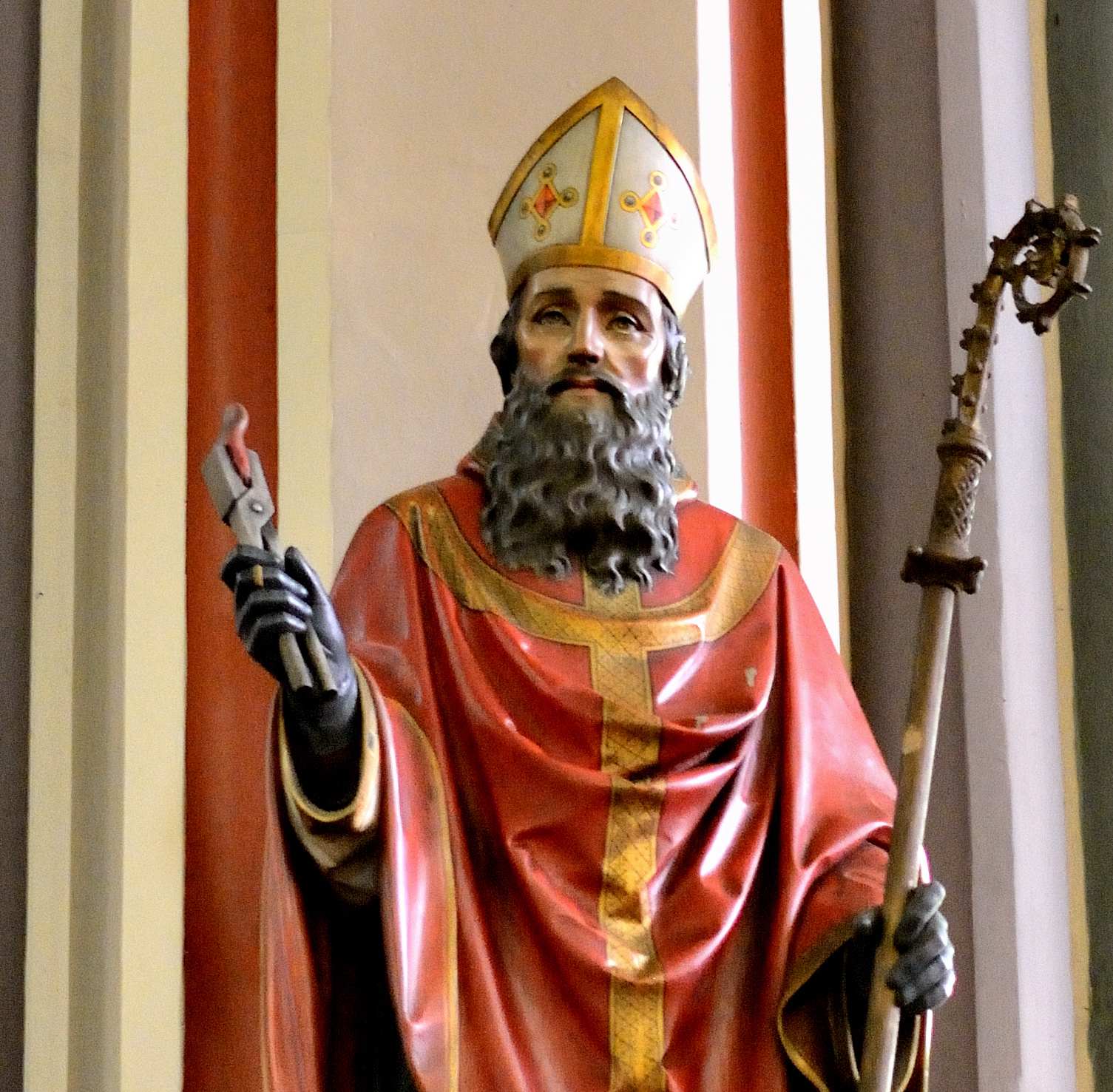
Beeld van Lieven in de kerk

De Sint-Lievenkerk is een kerkgebouw in Ledeberg, een deelgemeente van de Belgische stad Gent. Deze parochiekerk, waarvan de bouw werd gepland rond 1865, verving de intussen verdwenen Sint-Lievenskerk uit 1791, op de Hundelgemsesteenweg tegenover de Jozef Vervaenestraat. De kerk is toegewijd aan de heilige Livinus.

## Bouwgeschiedenis
Architect Edmond de Perre-Montigny ontwierp het gebouw, een driebeukige basicale kerk van vijf traveeën, waarvan de constructie in 1869 startte. Het transept is uitspringend en het priesterkoor telt drie traveeën. Er werden ook twee zijkapellen gebouwd. De toren inclusief spits en windhaan is 53 meter hoog. De kerk werd plechtig ingewijd op 18 augustus 1873 door de toenmalige bisschop van Gent Hendrik Frans Bracq.